# Těpeře
Těpeře jsou vesnice, část města Železný Brod v okrese Jablonec nad Nisou. Nachází se asi dva kilometry severně od Železného Brodu. Těpeře leží v katastrálním území Chlístov u Železného Brodu o výměře 3,95 km².

## Historie
První písemná zmínka o vesnici pochází z roku 1543.

## Pamětihodnosti
- Památné stromy:
  - Chlístovské lípy
  - Chlístovský dub 2